# Anotogaster myosa
Anotogaster myosa là loài chuồn chuồn trong họ Cordulegastridae. Loài này được Needham mô tả khoa học đầu tiên năm 1930.